# Chełmno Słowieńskie
Chełmno Słowieńskie (niem. Gollenberg) – uroczysko - dawna miejscowość (przysiółek wsi Wszedzień) w Polsce położona w województwie zachodniopomorskim, w powiecie sławieńskim, w gminie Postomino.
W latach 1975–1998 miejscowość administracyjnie należała do województwa słupskiego.